# Haven van Algeciras
De Haven van Algeciras (Spaans: Puerto de Algeciras, of voluit: Puerto de la Bahía de Algeciras, 'haven van de Baai van Algeciras') is de grootste Spaanse zeehaven. De haven ligt aan de Baai van Gibraltar aan de Middellandse Zee, in het stadje Algeciras en een aantal aangrenzende gemeentes, in de regio Andalusië. De haven valt onder de maritieme provincie Algeciras. Door de strategische ligging aan de Straat van Gibraltar tussen de Middellandse Zee en de Atlantische Oceaan, en door de nabijheid van Noord-Afrika (met name Marokko) is het een belangrijke internationale haven. In 2010 heeft er 29.368 maal een schip aangelegd in de haven.

## Geschiedenis

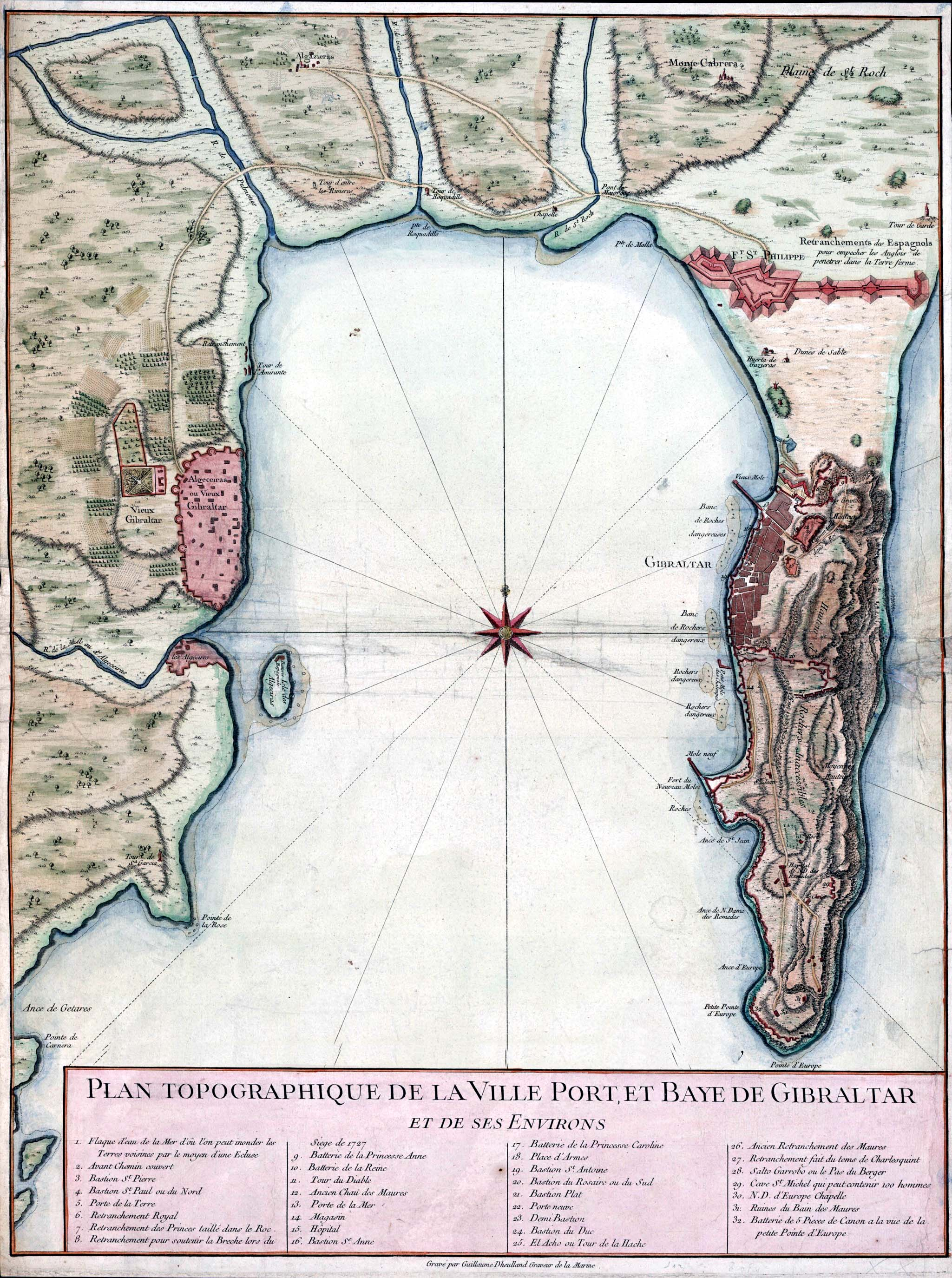
Kaart van de baai van Gibraltar in 1750.

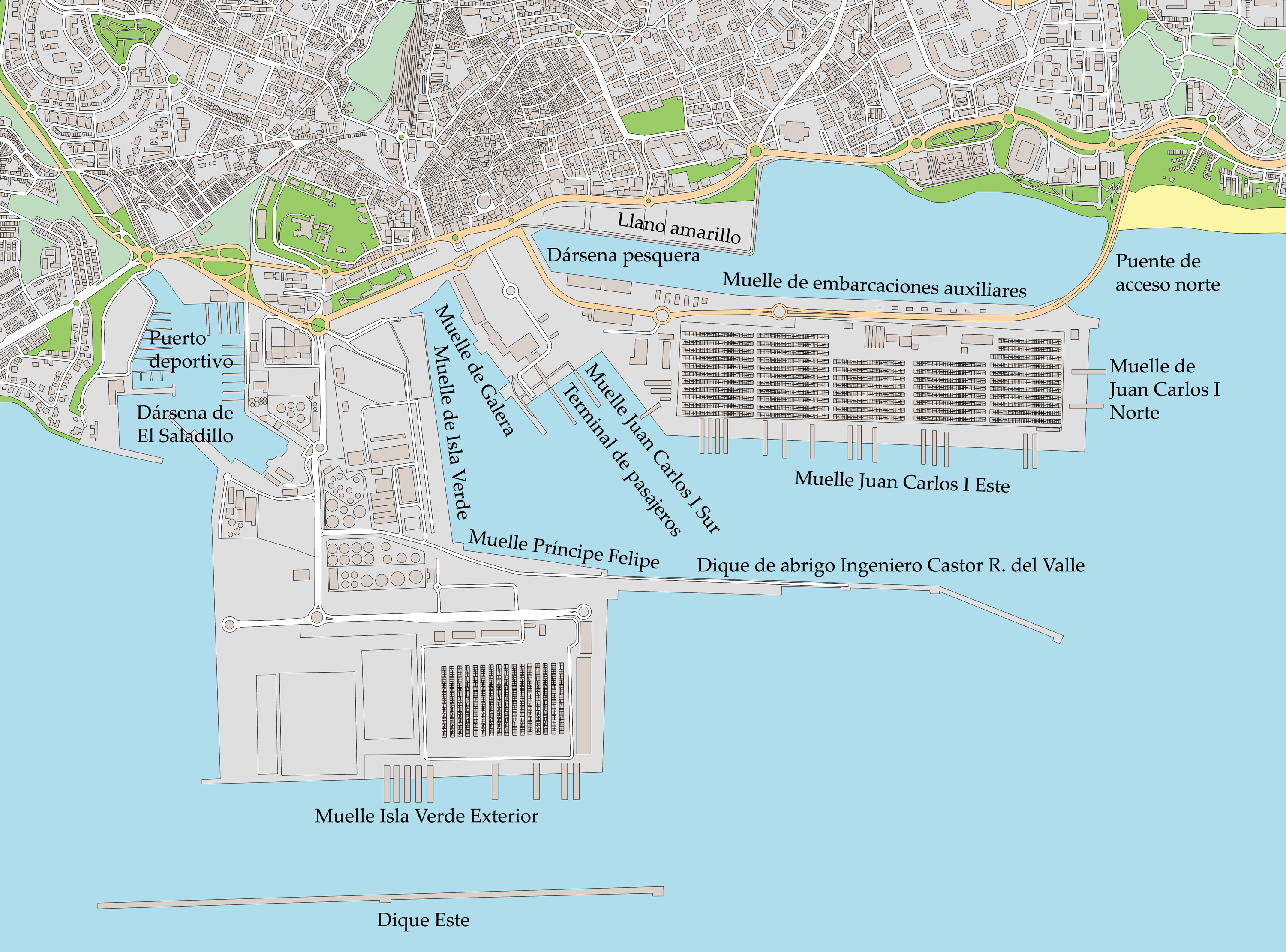
De haven van Algeciras in 2012.

In tegenstelling tot de meeste andere grote Europese havens, heeft de huidige haven van Algeciras een relatief korte geschiedenis. Door de strategische ligging van de Baai van Gibraltar vinden er echter al millennialang havenactiviteiten plaats in de omgeving. De oudste sporen hiervan zijn archeologische resten van de Fenicische nederzetting Carteia, in de gemeente San Roque. Deze nederzetting is daarna een Romeinse kolonie geweest, en nog later bewoond door de Visigoten.
In de middeleeuwen wordt Carteia verlaten en tijdens de Moorse bewoning van het Iberisch Schiereiland wordt Algeciras voor het eerst genoemd als doorgangshaven in de straat van Gibraltar. Maar ook hier komt een einde aan als tijdens de Reconquista de zone verandert in het grensgebied tussen het koninkrijk Spanje en het koninkrijk Granada. De bevolking trekt naar Gibraltar en bouwt daar een nieuwe haven op. Na de verovering van Gibraltar door de Engelsen verspreidt de bevolking zich in de omgeving en sticht een aantal nieuwe nederzettingen, waarvan het heropgebouwde Algeciras de enige is die aan de kust ligt.
Pas in 1894 wordt daar, bij de monding van de Río de la Miel, een houten pier gebouwd waar schepen aan kunnen leggen. In 1906 wordt de Junto de Obras del Puerto gesticht en begint de haven te groeien. In 1913 wordt begonnen aan de aanleg van een pier, de Muelle de la Galera, gevolgd in 1916 met de aanleg van een dok, de Dársena de Villanueva. Vanaf die periode breidt de haven gestaag uit, hoewel niet zonder problemen omdat de installaties rondom een eiland zijn gebouwd (Isla Verde), dat pas in 1926 door middel van een brug aan het vasteland verbonden wordt. In 1930 wordt een pier aangelegd voor vissersboten.
In de jaren 60 neemt de groei een grote vlucht. Rond die tijd vestigen zich een petrochemische fabriek van Cepsa en een roestvaststaalfabriek van Acerinox in San Roque. Zij bouwen elk eigen haveninstallaties om hun aan- en afvoer te verzekeren. In 1976 vestigt er zich in de haven een containerterminal van Sea Land en tien jaar later een van Maersk, waarna ook het verschepen van containers een grote vlucht neemt.
De haven van Algeciras fuseert in 1967 met die van La Línea de la Concepción en in 1982 met die van Tarifa. Sindsdien opereren de haven en haar autoriteit onder de naam Puerto de la Bahía de Algeciras ('Haven van de Baai van Algeciras'), onder de autoriteit van de maritieme provincie Algeciras.

## Ligging
De haven van de baai van Algeciras ligt langs praktisch de gehele Spaanse kust van de Baai van Gibraltar, in de gemeentes Algeciras, San Roque, Los Barrios en La Línea de la Concepción. Daarnaast valt ook de haven van Tarifa, niet aan de baai, ook onder de havenautoriteit van Algeciras.

### Toegang
De A-7 verbindt Algeciras en het havengebied met de rest van de Middellandse Zeekust richting het oosten, en via Barcelona met Frankrijk. In Málaga kan dan afgeslagen worden voor Madrid. De A-381 verbindt Algeciras met het westen en loopt tot Jerez de la Frontera, vanwaar er richting Sevilla, het westen van Spanje en Portugal gegaan kan worden.
Algeciras heeft reeds en treinstation met aansluitingen naar onder meer Madrid. Een AVE-spoorlijn naar het noorden is gevraagd, die boven Málaga op het bestaande AVE netwerk aangesloten gaat worden, waardoor een goede ontsluiting richting Madrid, en via Madrid met Frankrijk, wordt verzekerd.

## Vrachthaven

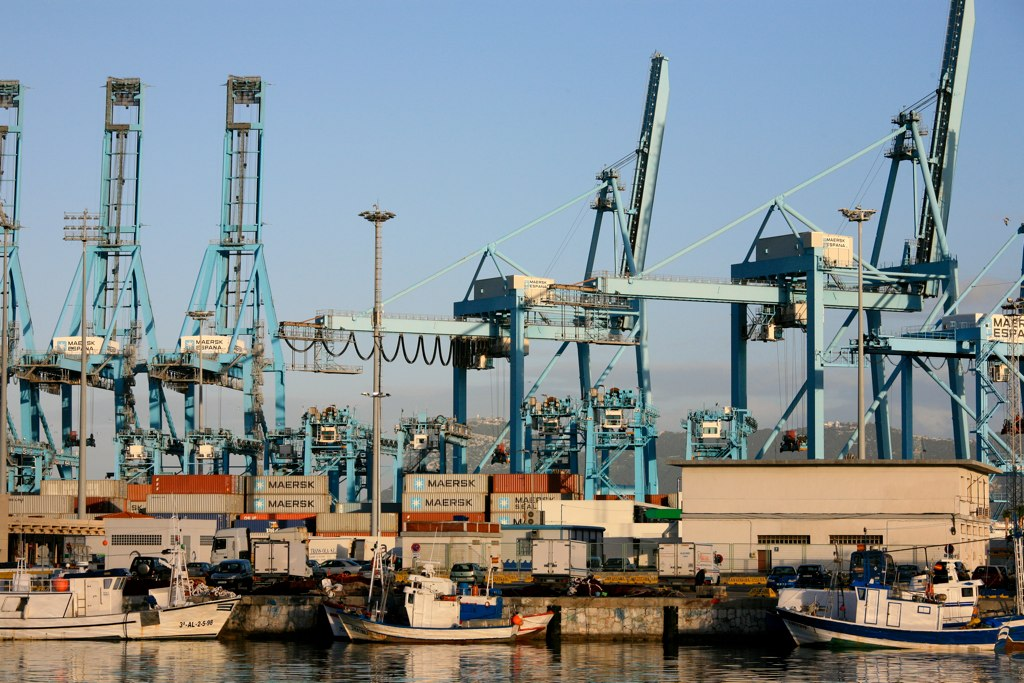
Een containerhaven in Algeciras

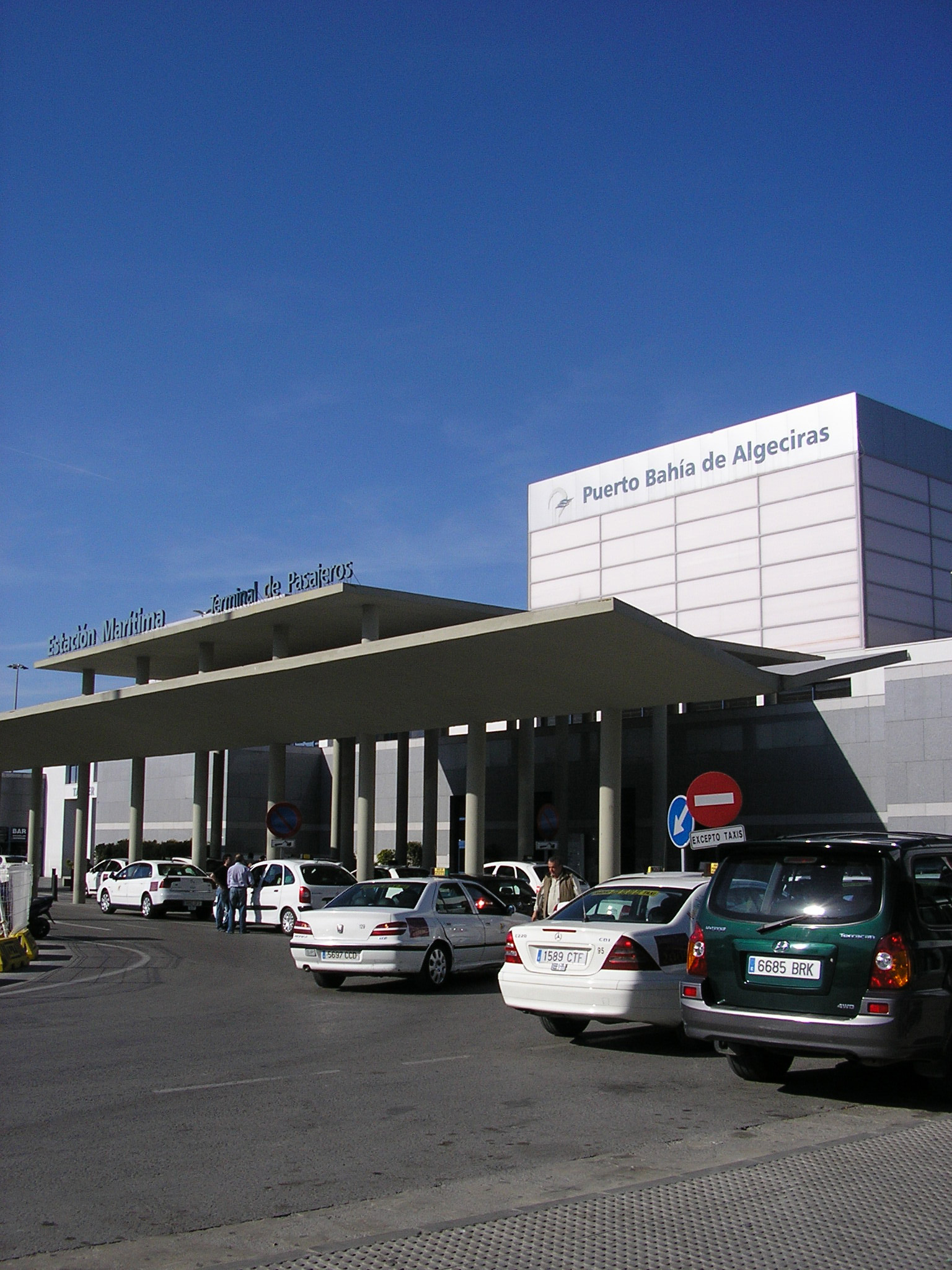
De passagiersterminal

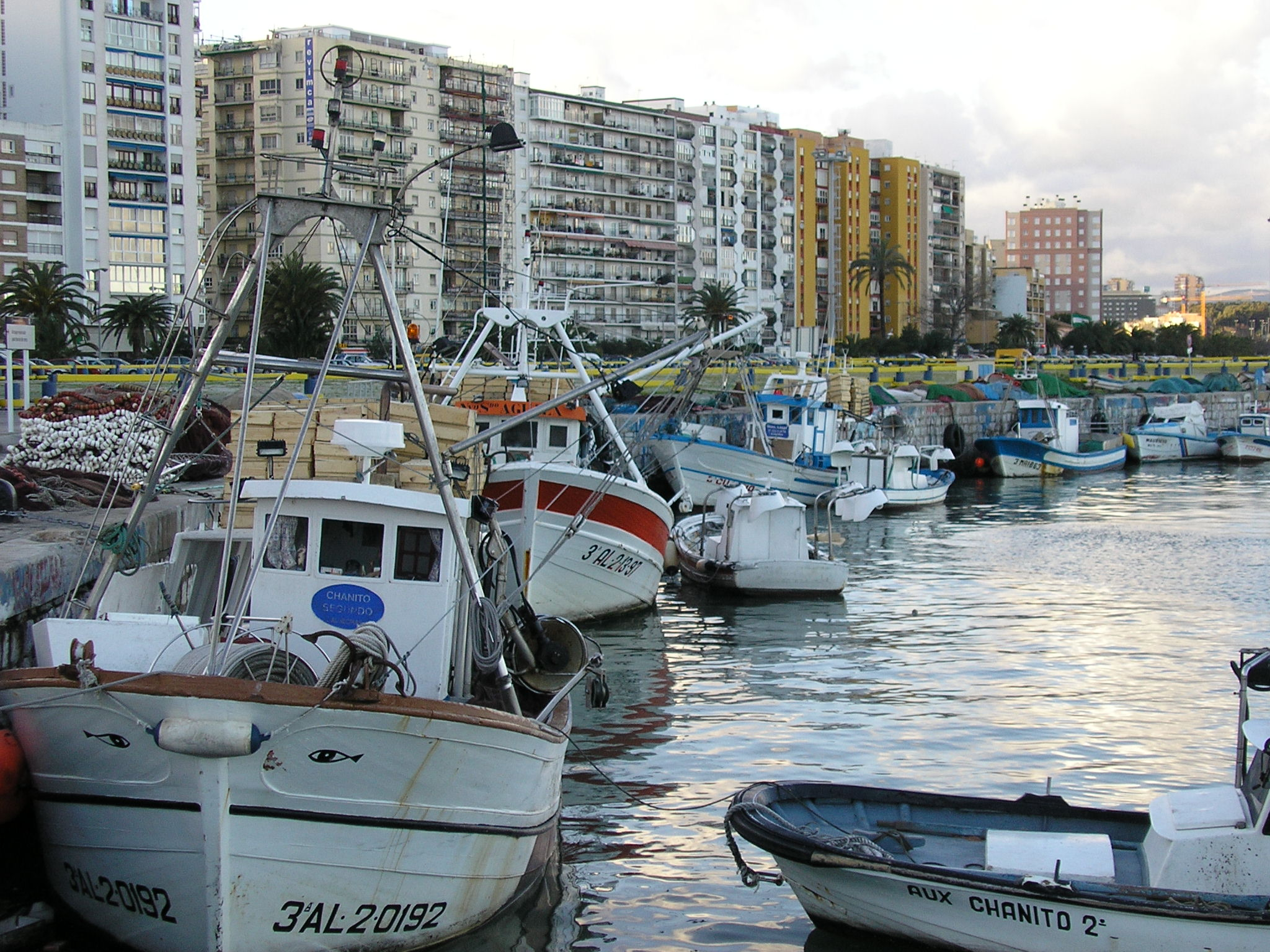
De vissershaven

### Containerhaven
Door de strategische ligging van de haven aan de Straat van Gibraltar is de haven een belangrijk knooppunt voor het verschepen van containers tussen Azië aan de ene kant, en Europa en Noord-Amerika aan de andere kant. Er zijn twee containerdokken: APM Terminals Algeciras aan de Juan Carlos I pier, met een oppervlakte van 67 hectare en 2.124 meter aanlegkade. Er zijn 19 kranen om de containers aan en van boord te hijsen. De andere containerterminal is Total Terminal International op het Isla Verde Exterior, met een oppervlakte van 60 hectare en twee kades: een van 650 meter en een van 750 meter. Het is het eerste semiautomatische containerdok van de Middellandse Zee, met een capaciteit voor 1,6 miljoen containers, in gebruik genomen in 2010.
In 2010 heeft 35,823 miljoen ton aan goederen in containers de haven gepasseerd, in 2,810 miljoen containers. In 2007, voorlopig hoogtepunt van de bedrijvigheid in de haven, was dit 42,398 mln ton, in zo'n 3,414 miljoen containers.

### Bulk
De meeste droge bulk die aangevoerd wordt in de haven is steenkool voor de elektriciteitscentrale van Los Barrios. Ook heeft de staalfabriek van Acerinox in San Roque een eigen aanlegkade voor droge bulk. In 2010 ging het om 1,476 miljoen ton.
Vloeibare bulk wordt voornamelijk aangevoerd voor de olieraffinaderij van Cepsa in San Roque. Er is bij die fabriek een kade van 1.467 meter met 7 aflaadpunten. Ook is er een aflaadpunt voor tankers tot 350.000 ton in het midden van de baai. Ook vindt er in de baai regelmatig bunkering plaats, het overpompen van vloeistof van een tanker in de andere. Ten slotte is er een laadpunt voor leidingwater, wat dan verscheept wordt naar gebieden met waterschaarste. In 2010 is er in totaal 23,701 miljoen ton aan vloeibare bulk door de haven gegaan, dit is een van de weinige soorten goederen dat ondanks de crisis sinds 2007 nog altijd gegroeid is.

## Vissershaven
De visserij nam rond 2010 af in belang. Er bevindt zich een vissershaven aan de Muelle de la Galera, maar deze wordt steeds vaker gebruikt bevroren vis vanuit andere havens in te schepen. Desalniettemin vindt er nog aanzienlijk veel visserij plaats vanuit Algeciras.

## Veerhaven
Door de tijd heen heeft het verschepen van personen en auto's tussen Europa en Noord-Afrika, via Marokko, zich geconcentreerd op de haven van Algeciras. Er zijn ook veerboten die vanuit Tarifa en Gibraltar vertrekken, maar dat zijn er aanzienlijk minder. De belangrijkste bestemmingen in Noord-Afrika zijn Ceuta en Tanger Med. Vooral in bepaalde vakantieperiodes kent de oversteek grote pieken, waardoor er in het verleden wachtrijen van enkele dagen stonden. Door het ontwikkelen van een speciale regeling in de jaren negentig is dit probleem drastisch teruggedrongen. De veerboothaven bevindt zich op de Muelle de la Galera, op 700 meter van het bus- en treinstation. De terminal is 19.000 m² en beschikt bovendien over een winkelgalerij van 7.000 m². De terminal is opgedeeld in een stuk voor Tanger en een stuk voor Ceuta, waarbij er in het gedeelte voor Tanger er een douanezone is met paspoortcontrole.
In 2010 zijn 4,730 miljoen passagiers vanuit Algeciras vertrokken, en zijn 1,173 miljoen voertuigen aan boord gegaan, waarvan 197.258 vrachtvoertuigen. In 2007, voorlopig hoogtepunt van de havenactiviteit, waren dit 5,166 miljoen passagiers en 1,288 miljoen voertuigen.
Daarnaast is er een aanlegpunt voor cruiseschepen in La Línea de la Concepción.

## Jachthavens
Er zijn verschillende jachthavens in het gebied van de haven, in Algeciras zelf, in La Línea de la Concepción en in Puente Mayorga in de gemeente San Roque.

## Andere installaties
In de gemeente San Roque, nabij het dorp Campamento, zijn de scheepswerven van de haven. Deze zijn in de jaren 70 van de 20e eeuw tijdelijk verlaten geweest. In de werven worden schepen gebouwd en gerepareerd en worden ook offshore platforms gebouwd die vervolgens drijvend naar de juiste locatie worden verplaatst.
Verder zijn er aan de haven verwante constructies, zoals kantorenparken, controletorens en bestuursgebouwen, en is er een helikopterhaven.

## Ecologische problemen
Het drukke zeeverkeer, zowel in de haven als in de Straat van Gibraltar, heeft een grote invloed op het milieu in de Baai van Gibraltar. Dit wordt versterkt door de aanwezigheid van zware industrie langs de oever en het bunkering dat plaatsvindt in het midden van de baai. Verschillende milieubewegingen zijn in actie gekomen tegen de structurele vervuiling van de baai. De verdeling van zeggenschap over de baai tussen Spanje en Gibraltar bemoeilijkt een goede aanpak van de problemen.